# Henrik Ahnberg
Henrik Ahnberg, AdmiralBulldog, född 19 december 1990, är en svensk före detta professionell Dota 2-spelare. Ahnberg är en av åtta svenskar som har vunnit en TI i spelet Dota 2. Idag är Ahnberg en streamer för Alliance samt agerar kommentator och analytiker i professionella Dota 2 matcher. Ahnberg blev inte inbjuden till The International 2019 som kommentator av Valve.

## Karriär
Ahnberg blev introducerad till den professionella Dota 2-scenen av Dendi. Ahnberg fick möjligheten att hoppa in i en av matcherna som spelades av Natus Vincere. Efter DreamHack Winter 2012 letade Ahnberg efter ett nytt lag och hamnade till slut i No TideHunter tillsammans med bland annat Loda, No TideHunter kom senare till att bli Alliance.
Inom den professionella Dota 2-scenen har Ahnberg endast spelat ett fåtal hjältar vilket har gett honom mycket kritik. Ahnberg svarar på kritiken att han kan spela andra hjältar och anpassa sig till det nuvarande spelläget om det behövs.
I augusti 2013 kvalade Alliance in till The International 2013 och vann turneringen. Ahnberg tillsammans med fyra andra svenskar blev då de första svenskarna att någonsin vinna en TI — något som de än idag är ensamma om.
I slutet av 2014 valde Ahnberg att ta en paus från den professionella Dota 2-scenen och valde istället att fokusera på att öka sin följarbas på Twitch. I maj 2015 återvände Ahnberg tillbaka till Alliance och spelade fram till The International 2016. Efter ett dåligt resultat på TI6, valde Ahnberg att sluta spela Dota 2 professionellt. Idag är Ahnberg en streamer för Alliance.
Ahnberg blev inbjuden av Valve som analytiker till både The International 2017 och The International 2018 men kunde inte delta i någon av de två turneringarna på grund av ett nekat visum.
Ahnberg har agerat analytiker och kommentator för olika turneringar, bland annat Dream League säsong 10 2018 och säsong 11 2019.